# 《黑天鹅》获奖名单
黑天鹅是由戴倫·艾洛諾夫斯基执导，于2010年上映的独立心理學恐懼电影。此影片作为第67届威尼斯国际电影节的开幕影片首映，并于同年12月3日在北美部分城市有限上映，首日票房约为41.58万美元。首周末票房收入超过140万美元，平均每家影院的票房收入约为8.02万美元，是2010年首周末每家影院票房第二高的电影。当《黑天鹅》结束全球公映时，其票房收入超过3.25亿美元，取得了票房大片的地位。影评家们对这部电影赞赏有加。根据评论聚合网站烂番茄汇总的322篇评论文章，85%的评论家给予该电影正面评价。《滚石》杂志将该片列入其年度最佳电影名单。
《黑天鹅》获得的各类荣誉主要涉及对电影本身的认可，以及其摄影、导演和剪辑，还有演员的表演，特别是娜塔莉·波特曼在片中扮演的女主角芭蕾舞演员妮娜·塞耶斯。该片曾申请角逐威尼斯国际电影节金獅獎，但最终败给了蘇菲亞·柯波拉执导的电影《在某处》。在该影片饰演女主角妮娜的对手莉莉的演员米拉·库尼斯后来凭借此角色在同一电影节上获得了馬切洛·馬斯楚安尼獎。此片导演达伦·阿伦诺夫斯基获得了美国导演工会奖杰出长片导演奖的提名，他还分别荣获了聖地牙哥影評人協會和舊金山灣區影評人協會颁发的最佳导演奖。该片也获得了视觉效果工会奖音响效果工会奖的提名，而艾米·威斯科特凭借其在该电影中设计的当代服装赢得了服装设计师工会奖。
娜塔莉·波特曼凭借在此片中的表演荣获了大部分2010年度的影评人奖项。此片入围第68屆金球獎四项奖项，最终波特曼拿下了最佳女主角奖。该电影还获得了第83届奥斯卡金像奖五项提名，包括最佳影片、最佳导演、最佳女主角、最佳摄影以及最佳剪辑，其中唯一获奖的是最佳女主角。美国演员工会在第17届美国演员工会奖颁奖典礼上对这部电影给予了更多认可，不仅授予波特曼最佳女主角奖，还提名整个演员阵容最佳整体演出奖。库尼斯和波特曼在该影片中的一段吻戏分别获得由观众票选出的MTV影視大獎最佳吻戏和青少年选择奖最佳电影吻戏的提名。
《黑天鹅》分别在奥斯汀影评人协会和獨立精神獎上一举夺得五项和四项奖项。还在纽约在线影评人协会和俄克拉荷马影评人协会上各获得三项奖项，并创纪录地获得了评论家选择协会奖的12项提名。该片在评论家选择协会奖上获得的提名的类别大相径庭，涵盖了从制作设计、服装与化妆到配乐等各种类别的提名。《黑天鹅》在第64届英国电影学院奖上表现相似，同样获得了12项提名，且入围了类似的奖项。另一个给予该片同样数量的提名的奖项是女性电影记者联盟奖，他们在包括“最佳裸露、性欲或性誘惑描寫”等在内的多个奖项中对这部电影给予了认可。但即便《黑天鹅》入围了最佳影片奖，却也仍入围他们的“你想爱却无法爱的电影”一奖项。

## 奖项和提名
| 奖项                       | 颁奖日期[I]    | 类别                             | 获奖或提名                                                        | 结果 |
| -------------------------- | -------------- | -------------------------------- | ----------------------------------------------------------------- | ---- |
| 奥斯卡金像奖               | 2011年2月27日  | 最佳影片                         | 迈克·麦达沃伊、布莱恩·奥利弗、斯科特·富兰克林                     | 提名 |
| 奥斯卡金像奖               | 2011年2月27日  | 最佳导演                         | 戴倫·艾洛諾夫斯基                                                 | 提名 |
| 奥斯卡金像奖               | 2011年2月27日  | 最佳女主角                       | 娜塔莉·波特曼                                                     | 獲獎 |
| 奥斯卡金像奖               | 2011年2月27日  | 最佳摄影                         | 马修·利巴提克                                                     | 提名 |
| 奥斯卡金像奖               | 2011年2月27日  | 最佳剪辑                         | 安德鲁·韦斯布鲁姆                                                 | 提名 |
| 阿根廷电影艺术与科学学院奖 | 2011年12月12日 | 最佳外国电影                     | 《黑天鹅》                                                        | 獲獎 |
| 女性电影记者联盟           | 2011年1月10日  | 最美电影                         | 《黑天鹅》                                                        | 提名 |
| 女性电影记者联盟           | 2011年1月10日  | 最佳女主角                       | 娜塔莉·波特曼                                                     | 提名 |
| 女性电影记者联盟           | 2011年1月10日  | 最佳摄影                         | 马修·利巴提克                                                     | 獲獎 |
| 女性电影记者联盟           | 2011年1月10日  | 最佳裸体、性欲或性诱惑描写       | 《黑天鹅》                                                        | 提名 |
| 女性电影记者联盟           | 2011年1月10日  | 最佳导演                         | 达伦·阿伦诺夫斯基                                                 | 獲獎 |
| 女性电影记者联盟           | 2011年1月10日  | 最佳剪辑                         | 安德鲁·韦斯布鲁姆                                                 | 獲獎 |
| 女性电影记者联盟           | 2011年1月10日  | 最佳影片                         | 《黑天鹅》                                                        | 獲獎 |
| 女性电影记者联盟           | 2011年1月10日  | 最佳原创剧本                     | 马克·海曼、安德烈斯·海因茨、约翰·麦克劳克林                       | 提名 |
| 女性电影记者联盟           | 2011年1月10日  | 最佳配乐                         | 克林特·曼塞爾                                                     | 提名 |
| 女性电影记者联盟           | 2011年1月10日  | 最勇敢表演奖                     | 娜塔莉·波特曼                                                     | 獲獎 |
| 女性电影记者联盟           | 2011年1月10日  | 你想爱却无法爱的电影             | 《黑天鹅》                                                        | 提名 |
| 女性电影记者联盟           | 2011年1月10日  | 难忘时刻奖                       | 《黑天鹅》                                                        | 獲獎 |
| 美国电影剪辑工会           | 2011年2月19日  | 最佳剧情电影剪辑                 | 安德鲁·韦斯布鲁姆                                                 | 提名 |
| 美国电影学会               | 2010年12月12日 | 十大电影                         | 《黑天鹅》                                                        | 獲獎 |
| 美国电影摄影师协会         | 2011年2月13日  | 杰出摄影成就                     | 马修·利巴提克                                                     | 提名 |
| 藝術指導工會               | 2011年2月5日   | 当代电影卓越制作设计             | 特蕾莎·德普莱兹                                                   | 獲獎 |
| 奥斯汀影评人协会           | 2010年12月19日 | 最佳女主角                       | 娜塔莉·波特曼                                                     | 獲獎 |
| 奥斯汀影评人协会           | 2010年12月19日 | 最佳摄影                         | 马修·利巴提克                                                     | 獲獎 |
| 奥斯汀影评人协会           | 2010年12月19日 | 最佳导演                         | 达伦·阿伦诺夫斯基                                                 | 獲獎 |
| 奥斯汀影评人协会           | 2010年12月19日 | 最佳电影                         | 《黑天鹅》                                                        | 獲獎 |
| 奥斯汀影评人协会           | 2010年12月19日 | 最佳原创剧本                     | 马克·海曼、安德烈斯·海因茨、约翰·麦克劳克林                       | 獲獎 |
| 波士頓影評人協會           | 2010年12月12日 | 最佳女主角                       | 娜塔莉·波特曼                                                     | 獲獎 |
| 波士頓影評人協會           | 2010年12月12日 | 最佳电影剪辑                     | 安德鲁·韦斯布鲁姆                                                 | 獲獎 |
| 英国电影学院奖             | 2011年2月13日  | 最佳女主角                       | 娜塔莉·波特曼                                                     | 獲獎 |
| 英国电影学院奖             | 2011年2月13日  | 最佳摄影                         | 马修·利巴提克                                                     | 提名 |
| 英国电影学院奖             | 2011年2月13日  | 最佳服装设计                     | 艾米·韦斯科特                                                     | 提名 |
| 英国电影学院奖             | 2011年2月13日  | 最佳导演                         | 达伦·阿伦诺夫斯基                                                 | 提名 |
| 英国电影学院奖             | 2011年2月13日  | 最佳剪辑                         | 安德鲁·韦斯布鲁姆                                                 | 提名 |
| 英国电影学院奖             | 2011年2月13日  | 最佳影片                         | 《黑天鹅》                                                        | 提名 |
| 英国电影学院奖             | 2011年2月13日  | 最佳化妆和发型                   | 朱迪·陈、乔迪·谢费尔                                              | 提名 |
| 英国电影学院奖             | 2011年2月13日  | 最佳原创剧本                     | 马克·海曼、安德烈斯·海因茨、约翰·麦克劳克林                       | 提名 |
| 英国电影学院奖             | 2011年2月13日  | 最佳制作设计                     | 特蕾莎·德普莱兹、托拉·彼得森                                      | 提名 |
| 英国电影学院奖             | 2011年2月13日  | 最佳音效                         | 石井贤、克雷格·海尼汉、多米尼克·塔维拉                            | 提名 |
| 英国电影学院奖             | 2011年2月13日  | 最佳女配角                       | 芭芭拉·赫尔希                                                     | 提名 |
| 英国电影学院奖             | 2011年2月13日  | 最佳特殊视觉效果                 | 丹·施雷克尔                                                       | 提名 |
| 評論家選擇協會             | 2011年1月14日  | 最佳女主角                       | 娜塔莉·波特曼                                                     | 獲獎 |
| 評論家選擇協會             | 2011年1月14日  | 最佳美术指导                     | 特蕾莎·德普莱兹、托拉·彼得森                                      | 提名 |
| 評論家選擇協會             | 2011年1月14日  | 最佳摄影                         | 马修·利巴提克                                                     | 提名 |
| 評論家選擇協會             | 2011年1月14日  | 最佳电影配乐                     | 克林特·曼塞尔                                                     | 提名 |
| 評論家選擇協會             | 2011年1月14日  | 最佳服装设计                     | 艾米·韦斯科特                                                     | 提名 |
| 評論家選擇協會             | 2011年1月14日  | 最佳导演                         | 达伦·阿伦诺夫斯基                                                 | 提名 |
| 評論家選擇協會             | 2011年1月14日  | 最佳剪接                         | 安德鲁·韦斯布鲁姆                                                 | 提名 |
| 評論家選擇協會             | 2011年1月14日  | 最佳化妆与发型设计               | 朱迪·陈                                                           | 提名 |
| 評論家選擇協會             | 2011年1月14日  | 最佳电影                         | 《黑天鹅》                                                        | 提名 |
| 評論家選擇協會             | 2011年1月14日  | 最佳剧本                         | 马克·海曼、安德烈斯·海因茨、约翰·麦克劳克林                       | 提名 |
| 評論家選擇協會             | 2011年1月14日  | 最佳音效                         | 布莱恩·埃姆里克                                                   | 提名 |
| 評論家選擇協會             | 2011年1月14日  | 最佳女配角                       | 米拉·库尼斯                                                       | 提名 |
| 凯撒电影奖                 | 2012年2月24日  | 最佳外国电影                     | 《黑天鹅》                                                        | 提名 |
| 电影音频协会奖             | 2011年2月19日  | 最佳电影音效                     | 《黑天鹅》                                                        | 提名 |
| 芝加哥影评人协会           | 2010年12月20日 | 最佳女主角                       | 娜塔莉·波特曼                                                     | 獲獎 |
| 芝加哥影评人协会           | 2010年12月20日 | 最佳摄影                         | 马修·利巴提克                                                     | 提名 |
| 芝加哥影评人协会           | 2010年12月20日 | 最佳导演                         | 达伦·阿伦诺夫斯基                                                 | 提名 |
| 芝加哥影评人协会           | 2010年12月20日 | 最佳影片                         | 《黑天鹅》                                                        | 提名 |
| 芝加哥影评人协会           | 2010年12月20日 | 最佳原创音乐                     | 克林特·曼塞尔                                                     | 獲獎 |
| 芝加哥影评人协会           | 2010年12月20日 | 最佳原创剧本                     | 马克·海曼、安德烈斯·海因茨、约翰·麦克劳克林                       | 提名 |
| 服装设计师工会             | 2011年2月22日  | 杰出当代电影                     | 艾米·韦斯科特                                                     | 獲獎 |
| 达拉斯—沃斯堡影评人协会    | 2010年12月17日 | 最佳女主角                       | 娜塔莉·波特曼                                                     | 獲獎 |
| 达拉斯—沃斯堡影评人协会    | 2010年12月17日 | 最佳导演                         | 达伦·阿伦诺夫斯基                                                 | 提名 |
| 达拉斯—沃斯堡影评人协会    | 2010年12月17日 | 最佳女配角                       | 米拉·库尼斯                                                       | 提名 |
| 达拉斯—沃斯堡影评人协会    | 2010年12月17日 | 十佳电影                         | 《黑天鹅》                                                        | 獲獎 |
| 意大利电影金像奖           | 2011年5月6日   | 最佳外国电影                     | 《黑天鹅》                                                        | 提名 |
| 底特律影评人协会           | 2010年12月16日 | 最佳女主角                       | 娜塔莉·波特曼                                                     | 提名 |
| 美国导演工会               | 2011年1月29日  | 最佳电影导演                     | 达伦·阿伦诺夫斯基                                                 | 提名 |
| 帝國獎                     | 2011年3月27日  | 最佳女主角                       | 娜塔莉·波特曼                                                     | 提名 |
| 帝國獎                     | 2011年3月27日  | 最佳惊悚片                       | 《黑天鹅》                                                        | 提名 |
| 第15届佛罗里达影评人协会奖 | 2010年12月20日 | 最佳女主角                       | 娜塔莉·波特曼                                                     | 獲獎 |
| 金鹰奖                     | 2012年1月27日  | 最佳外语片                       | 《黑天鹅》                                                        | 提名 |
| 金球獎                     | 2011年1月16日  | 剧情类电影最佳女主角             | 娜塔莉·波特曼                                                     | 獲獎 |
| 金球獎                     | 2011年1月16日  | 最佳导演                         | 达伦·阿伦诺夫斯基                                                 | 提名 |
| 金球獎                     | 2011年1月16日  | 最佳戏剧类影片                   | 《黑天鹅》                                                        | 提名 |
| 金球獎                     | 2011年1月16日  | 最佳电影女配角                   | 米拉·库尼斯                                                       | 提名 |
| 哥谭奖                     | 2010年11月28日 | 最佳剧情片                       | 《黑天鹅》                                                        | 提名 |
| 休斯顿影评人协会           | 2010年12月18日 | 最佳女主角                       | 娜塔莉·波特曼                                                     | 獲獎 |
| 休斯顿影评人协会           | 2010年12月18日 | 最佳摄影                         | 马修·利巴提克                                                     | 提名 |
| 休斯顿影评人协会           | 2010年12月18日 | 最佳导演                         | 达伦·阿伦诺夫斯基                                                 | 提名 |
| 休斯顿影评人协会           | 2010年12月18日 | 最佳影片                         | 《黑天鹅》                                                        | 提名 |
| 獨立精神獎                 | 2011年2月26日  | 最佳摄影                         | 马修·利巴提克                                                     | 獲獎 |
| 獨立精神獎                 | 2011年2月26日  | 最佳导演奖                       | 达伦·阿伦诺夫斯基                                                 | 獲獎 |
| 獨立精神獎                 | 2011年2月26日  | 最佳女主角                       | 娜塔莉·波特曼                                                     | 獲獎 |
| 獨立精神獎                 | 2011年2月26日  | 最佳影片                         | 《黑天鹅》                                                        | 獲獎 |
| 印第安纳影评人协会         | 2010年12月12日 | 最佳女主角                       | 娜塔莉·波特曼                                                     | 獲獎 |
| 印第安纳影评人协会         | 2010年12月12日 | 最佳影片                         | 《黑天鹅》                                                        | 提名 |
| 爱荷华影评人协会           | 2011年1月13日  | 最佳女主角                       | 娜塔莉·波特曼                                                     | 獲獎 |
| 堪萨斯城影评人协会         | 2011年1月2日   | 最佳女主角                       | 娜塔莉·波特曼                                                     | 獲獎 |
| 拉斯维加斯影评人协会       | 2010年12月17日 | 最佳女主角                       | 娜塔莉·波特曼                                                     | 獲獎 |
| 拉斯维加斯影评人协会       | 2010年12月17日 | 最佳艺术指导                     | 大卫·施泰因                                                       | 獲獎 |
| 拉斯维加斯影评人协会       | 2010年12月17日 | 最佳摄影                         | 马修·利巴提克                                                     | 提名 |
| 拉斯维加斯影评人协会       | 2010年12月17日 | 最佳服装设计                     | 艾米·韦斯科特                                                     | 提名 |
| 拉斯维加斯影评人协会       | 2010年12月17日 | 最佳导演                         | 达伦·阿伦诺夫斯基                                                 | 提名 |
| 拉斯维加斯影评人协会       | 2010年12月17日 | 最佳剪辑                         | 安德鲁·韦斯布鲁姆                                                 | 提名 |
| 拉斯维加斯影评人协会       | 2010年12月17日 | 最佳影片                         | 《黑天鹅》                                                        | 提名 |
| 拉斯维加斯影评人协会       | 2010年12月17日 | 最佳配乐                         | 克林特·曼塞尔                                                     | 提名 |
| 拉斯维加斯影评人协会       | 2010年12月17日 | 最佳剧本                         | 马克·海曼、安德鲁·海因茨、约翰·麦克劳克林                         | 提名 |
| 拉斯维加斯影评人协会       | 2010年12月17日 | 最佳女配角                       | 米拉·库尼斯                                                       | 提名 |
| 伦敦影评人协会             | 2011年2月10日  | 年度最佳女主角                   | 娜塔莉·波特曼                                                     | 提名 |
| 伦敦影评人协会             | 2011年2月10日  | 年度最佳导演                     | 达伦·阿伦诺夫斯基                                                 | 提名 |
| 伦敦影评人协会             | 2011年2月10日  | 年度最佳影片                     | 《黑天鹅》                                                        | 提名 |
| 伦敦电影节                 | 2010年10月27日 | 最佳影片                         | 《黑天鹅》                                                        | 提名 |
| 洛杉磯影評人協會           | 2010年12月12日 | 最佳摄影                         | 马修·利巴提克                                                     | 獲獎 |
| 美國電影音效剪輯師協會     | 2011年2月20日  | 杰出音效剪辑成果—长片对白和ADR类 | 克雷格·海尼根、吉尔·珀迪、纳尔逊·费雷拉                           | 提名 |
| MTV影視大獎                | 2011年6月5日   | 最佳电影演员                     | 娜塔莉·波特曼                                                     | 提名 |
| MTV影視大獎                | 2011年6月5日   | 最虐心橋段                       | 《黑天鹅》                                                        | 提名 |
| MTV影視大獎                | 2011年6月5日   | 最佳接吻                         | 娜塔莉·波特曼、米拉·库尼斯                                        | 提名 |
| MTV影視大獎                | 2011年6月5日   | 最佳影片                         | 《黑天鹅》                                                        | 提名 |
| 国家电影奖                 | 2011年5月11日  | 最佳剧情片                       | 《黑天鹅》                                                        | 提名 |
| 国家电影奖                 | 2011年5月11日  | 年度最佳表演                     | 娜塔莉·波特曼                                                     | 提名 |
| 紐約影評人協會             | 2010年12月12日 | 最佳摄影                         | 马修·利巴提克                                                     | 獲獎 |
| 纽约在线影评人协会         | 2010年12月12日 | 最佳女主角                       | 娜塔莉·波特曼                                                     | 獲獎 |
| 纽约在线影评人协会         | 2010年12月12日 | 最佳摄影                         | 马修·利巴提克                                                     | 獲獎 |
| 纽约在线影评人协会         | 2010年12月12日 | 最佳电影音乐或配乐               | 克林特·曼塞尔                                                     | 獲獎 |
| 北德克萨斯影评人协会       | 2011年1月10日  | 最佳女主角                       | 娜塔莉·波特曼                                                     | 獲獎 |
| 俄克拉荷马影评人协会       | 2010年12月22日 | 最佳女主角                       | 娜塔莉·波特曼                                                     | 獲獎 |
| 俄克拉荷马影评人协会       | 2010年12月22日 | 最佳影片                         | 《黑天鹅》                                                        | 提名 |
| 俄克拉荷马影评人协会       | 2010年12月22日 | 最佳女配角                       | 米拉·库尼斯                                                       | 獲獎 |
| 在线影评人协会             | 2011年1月3日   | 最佳女主角                       | 娜塔莉·波特曼                                                     | 獲獎 |
| 在线影评人协会             | 2011年1月3日   | 最佳摄影                         | 马修·利巴提克                                                     | 提名 |
| 在线影评人协会             | 2011年1月3日   | 最佳导演                         | 达伦·阿伦诺夫斯基                                                 | 提名 |
| 在线影评人协会             | 2011年1月3日   | 最佳剪辑                         | 安德鲁·韦斯布鲁姆                                                 | 提名 |
| 在线影评人协会             | 2011年1月3日   | 最佳影片                         | 《黑天鹅》                                                        | 提名 |
| 在线影评人协会             | 2011年1月3日   | 最佳原创剧本                     | 马克·海曼、安德烈斯·海因茨、约翰·麦克劳克林                       | 提名 |
| 在线影评人协会             | 2011年1月3日   | 最佳女配角                       | 米拉·库尼斯                                                       | 提名 |
| 凤凰城影评人协会           | 2010年12月28日 | 最佳女主角                       | 娜塔莉·波特曼                                                     | 獲獎 |
| 凤凰城影评人协会           | 2010年12月28日 | 最佳剪辑                         | 安德鲁·韦斯布鲁姆                                                 | 提名 |
| 凤凰城影评人协会           | 2010年12月28日 | 最佳原创剧本                     | 马克·海曼、安德烈斯·海因茨、约翰·麦克劳克林                       | 提名 |
| 美國製片人工會             | 2011年1月22日  | 最佳戏剧电影                     | 《黑天鹅》                                                        | 提名 |
| 聖地牙哥影評人協會         | 2010年12月14日 | 最佳女主角                       | 娜塔莉·波特曼                                                     | 提名 |
| 聖地牙哥影評人協會         | 2010年12月14日 | 最佳摄影                         | 马修·利巴提克                                                     | 提名 |
| 聖地牙哥影評人協會         | 2010年12月14日 | 最佳导演                         | 达伦·阿伦诺夫斯基                                                 | 獲獎 |
| 聖地牙哥影評人協會         | 2010年12月14日 | 最佳剪辑                         | 安德鲁·韦斯布鲁姆                                                 | 提名 |
| 聖地牙哥影評人協會         | 2010年12月14日 | 最佳影片                         | 《黑天鹅》                                                        | 提名 |
| 聖地牙哥影評人協會         | 2010年12月14日 | 最佳原创配乐                     | 克林特·曼塞尔                                                     | 提名 |
| 聖地牙哥影評人協會         | 2010年12月14日 | 最佳制作设计                     | 特蕾莎·德普雷兹                                                   | 提名 |
| 舊金山灣區影評人協會       | 2010年12月13日 | 最佳摄影                         | 马修·利巴提克                                                     | 獲獎 |
| 舊金山灣區影評人協會       | 2010年12月13日 | 最佳导演                         | 达伦·阿伦诺夫斯基                                                 | 獲獎 |
| 土星獎                     | 2011年6月23日  | 最佳电影女主角                   | 娜塔莉·波特曼                                                     | 獲獎 |
| 土星獎                     | 2011年6月23日  | 最佳导演                         | 达伦·阿伦诺夫斯基                                                 | 提名 |
| 土星獎                     | 2011年6月23日  | 最佳恐怖/惊悚片                  | 《黑天鹅》                                                        | 提名 |
| 土星獎                     | 2011年6月23日  | 最佳电影女配角                   | 米拉·库尼斯                                                       | 獲獎 |
| 土星獎                     | 2011年6月23日  | 最佳剧本                         | 马克·海曼、安德烈斯·海因茨、约翰·麦克劳克林                       | 提名 |
| 卫星奖                     | 2010年12月19日 | 最佳女主角                       | 娜塔莉·波特曼                                                     | 提名 |
| 卫星奖                     | 2010年12月19日 | 最佳艺术指导和制作设计           | 大卫·施泰因、特蕾莎·德普雷兹                                      | 提名 |
| 卫星奖                     | 2010年12月19日 | 最佳服装设计                     | 艾米·韦斯科特                                                     | 提名 |
| 卫星奖                     | 2010年12月19日 | 最佳导演                         | 达伦·阿伦诺夫斯基                                                 | 提名 |
| 卫星奖                     | 2010年12月19日 | 最佳原创配乐                     | 克林特·曼塞尔                                                     | 提名 |
| 尖叫奖                     | 2011年10月15日 | 终极尖叫                         | 《黑天鹅》                                                        | 提名 |
| 尖叫奖                     | 2011年10月15日 | 最佳奇幻片                       | 《黑天鹅》                                                        | 提名 |
| 尖叫奖                     | 2011年10月15日 | 最佳导演                         | 达伦·阿伦诺夫斯基                                                 | 獲獎 |
| 尖叫奖                     | 2011年10月15日 | 最佳尖叫电影                     | 《黑天鹅》                                                        | 提名 |
| 尖叫奖                     | 2011年10月15日 | 最佳奇幻女主角                   | 娜塔莉·波特曼                                                     | 獲獎 |
| 尖叫奖                     | 2011年10月15日 | 最佳女配角                       | 米拉·库尼斯                                                       | 獲獎 |
| 尖叫奖                     | 2011年10月15日 | 最难忘残害场面                   | “化身天鹅”                                                        | 提名 |
| 美国演员工会               | 2011年1月30日  | 最佳电影卡司                     | 文森·卡索、芭芭拉·赫尔希、米拉·库尼斯、娜塔莉·波特曼、薇诺娜·瑞德 | 提名 |
| 美国演员工会               | 2011年1月30日  | 最佳女主角                       | 娜塔莉·波特曼                                                     | 獲獎 |
| 美国演员工会               | 2011年1月30日  | 最佳女配角                       | 米拉·库尼斯                                                       | 提名 |
| 东南影评人协会             | 2010年12月13日 | 最佳女主角                       | 娜塔莉·波特曼                                                     | 獲獎 |
| 圣路易斯影评人协会         | 2010年12月20日 | 最佳女主角                       | 娜塔莉·波特曼                                                     | 獲獎 |
| 圣路易斯影评人协会         | 2010年12月20日 | 最佳导演                         | 达伦·阿伦诺夫斯基                                                 | 提名 |
| 圣路易斯影评人协会         | 2010年12月20日 | 最佳影片                         | 《黑天鹅》                                                        | 提名 |
| 圣路易斯影评人协会         | 2010年12月20日 | 最佳配乐                         | 克林特·曼塞尔                                                     | 提名 |
| 圣路易斯影评人协会         | 2010年12月20日 | 最佳剧本                         | 马克·海曼、安德烈斯·海曼、安德烈斯·海因茨、约翰·麦克劳克林        | 提名 |
| 圣路易斯影评人协会         | 2010年12月20日 | 最佳女配角                       | 芭芭拉·赫尔希                                                     | 提名 |
| 青少年选择奖               | 2011年8月7日   | 最佳戏剧片女演员                 | 娜塔莉·波特曼                                                     | 獲獎 |
| 青少年选择奖               | 2011年8月7日   | 最佳戏剧片                       | 《黑天鹅》                                                        | 獲獎 |
| 青少年选择奖               | 2011年8月7日   | 最抢戏电影女星                   | 米拉·库尼斯                                                       | 提名 |
| 青少年选择奖               | 2011年8月7日   | 最佳电影吻戏                     | 娜塔莉·波特曼、米拉、库尼斯                                       | 提名 |
| 多伦多影评人协会           | 2010年12月14日 | 最佳女主角                       | 娜塔莉·波特曼                                                     | 提名 |
| 多伦多影评人协会           | 2010年12月14日 | 最佳导演                         | 达伦·阿伦诺夫斯基                                                 | 提名 |
| 多伦多影评人协会           | 2010年12月14日 | 最佳影片                         | 《黑天鹅》                                                        | 提名 |
| 犹他影评人协会             | 2010年12月23日 | 最佳女主角                       | 娜塔莉·波特曼                                                     | 獲獎 |
| 犹他影评人协会             | 2010年12月23日 | 最佳摄影                         | 马修·利巴提克                                                     | 提名 |
| 犹他影评人协会             | 2010年12月23日 | 最佳女配角                       | 米拉·库尼斯                                                       | 提名 |
| 温哥华影评人协会           | 2011年1月10日  | 最佳女主角                       | 娜塔莉·波特曼                                                     | 提名 |
| 温哥华影评人协会           | 2011年1月10日  | 最佳导演                         | 达伦·阿伦诺夫斯基                                                 | 提名 |
| 温哥华影评人协会           | 2011年1月10日  | 最佳影片                         | 《黑天鹅》                                                        | 提名 |
| 威尼斯电影节               | 2010年9月11日  | 金獅獎                           | 《黑天鹅》                                                        | 提名 |
| 威尼斯电影节               | 2010年9月11日  | 新锐演员奖                       | 米拉·库尼斯                                                       | 獲獎 |
| 視覺效果工會               | 2011年02月01日 | 最佳電影輔助視覺效果             | 丹·施雷克尔、科琳·巴克曼、迈克尔·卡普顿、布拉德·卡利诺斯基        | 提名 |
| 华盛顿特区影评人协会       | 2010年12月6日  | 最佳女主角                       | 娜塔莉·波特曼                                                     | 提名 |
| 华盛顿特区影评人协会       | 2010年12月6日  | 最佳艺术指导                     | 特蕾莎·德普雷兹、托拉·彼得森                                      | 提名 |
| 华盛顿特区影评人协会       | 2010年12月6日  | 最佳摄影                         | 马修·利巴提克                                                     | 提名 |
| 华盛顿特区影评人协会       | 2010年12月6日  | 最佳导演                         | 达伦·阿伦诺夫斯基                                                 | 提名 |
| 华盛顿特区影评人协会       | 2010年12月6日  | 最佳影片                         | 《黑天鹅》                                                        | 提名 |
| 华盛顿特区影评人协会       | 2010年12月6日  | 最佳原创剧本                     | 马克·海曼、安德烈斯·海因茨、约翰·麦克劳克林                       | 提名 |
| 华盛顿特区影评人协会       | 2010年12月6日  | 最佳配乐                         | 克林特·曼塞尔                                                     | 提名 |
| 美国编剧工会               | 2011年2月5日   | 最佳原创剧本                     | 马克·海曼、安德烈斯·海因茨、约翰·麦克劳克林                       | 提名 |